# سيلفي تينو
سيلفي تينو. مؤرخة فرنسية ومسؤولة الأبحاث في المركز الوطني الفرنسي للبحث العلمي، محور أبحاثها عن القانون وتطبيقه أثناء حرب الاستقلال الجزائرية.
قالت في أبحاتها عن منظمة الجيش السري: لقد أنشئت منظمة الجيش السري في بداية عام 1961 في مدريد من قبل أشخاص فروا إلى إسبانيا في عهد فرانكو لأنهم كانوا ملاحقين بسبب جرائمهم في أحداث أسبوع الحصار في يناير كانون الثاني عام 1960، حيث كانت هناك حركة تمرد في العاصمة الجزائر أغلق خلالها حي بأكمله ووضعت حواجز وشارك فيها تشكيل من الجيش يدعى الوحدة الإقليمية وهي وحدات خاصة تشمل أعداد لا بأس بها من فرنسي الجزائر ويمكنني القول إن هؤلاء الناس فعلوا تماما ما قام به مؤسسوا جبهة التحرير الوطني عام 1954 بمعنى أنه كان هناك تطور واضح للأحداث فقدوا السيطرة عليه ثم بدأت المفاوضات وبدأ الجنرال ديغول مستعدا لقبول فكرة الاستقلال وهو ما اعتبر خيانة وكان السبيل الوحيد لوقف ذلك التطور اللجوء إلى الحرب المسلحة والإرهاب.
المعلق: وفي الرابع من تشرين الثاني/ نوفمبر أعلن ديغول إجراء استفتاء عام لتقرير المصير وتكلم للمرة الأولى عن الجزائر الجزائرية، ازداد امتعاض وسخط جبهة الجزائر الفرنسية التي أسست مليشيا الجيش السري ليقوم بعمليات عسكرية في الجزائر ضد الشرطة الفرنسية، هنا نورد ما نقلته مجلة الإكس برس في مقابلة مع ضابط شرطة فرنسي? في الجزائر في الرابع من كانون الثاني/ يناير عام 1962 «ما يدور على الأرض في الجزائر قتال حقيقي بين المخابرات الفرنسية ومنظمة الجيش السري إنها حرب دائرة بين رجال الأمن وعصابات خطرة تجيد فنون القتال لأن عناصرها من الجنود والضباط الأوروبيين الذين تخصصوا في اغتيال مفتشي الشرطة والضباط، ولما أرسلنا صور الجناة عبر وسائلنا الأمنية فوجئنا باختفائها من الملف وهذا يدل على تورط عناصر من الشرطة».